# Cyclostomatida
Cyclostomatida é uma ordem de briozoários, que compreende aproximadamente 250 gêneros. Existe uma proposta de renomeação desta ordem para Stenostomata, devido ao problema de tautonímia (uso da mesma denominação para organismos diferentes) com os cordados ciclostomados.

## Classificação
- Ordem Cyclostomatida Busk, 1852
  - Subordem Articulina Busk, 1859
    - Família Crisiidae Johnston, 1838
    - Família Crisuliporidae Buge, 1979

  - Subordem Cancellata Gregory, 1896
    - Família Canaliporidae Brood, 1972
    - Família Crassodiscoporidae Brood, 1972
    - Família Crisinidae d'Orbigny, 1853
    - Família Cytididae d'Orbigny, 1854
    - Família Horneridae Smitt, 1867
    - Família Petaloporidae Gregory, 1899
    - Família Pseudidmoneidae Borg, 1944
    - Família Stigmatoechidae Brood, 1972

  - Subordem Cerioporina von Hagenow, 1851
    - Família Densiporidae  Borg, 1944
    - Família Cavidae d'Orbigny, 1854
    - Família Sulcocavidae Viskova, 1972
    - Família Cerioporidae Reuss, 1866
    - Família Corymboporidae Smitt, 1866
    - Família Heteroporidae Waters, 1880
    - Família Leiosoeciidae Canu e Bassler, 1920
    - Família Pseudocerioporidae Brood, 1972

  - Subordem Paleotubuliporina Brood, 1976
    - Família Corynotrypidae Dzik, 1981
    - Família Crownoporidae Ross, 1967
    - Família Sagenellidae  Brood, 1975

  - Subordem Rectangulata Waters, 1887
    - Família Lichenoporidae Smitt, 1867

  - Subordem Tubuliporina Milne-Edwards, 1838
    - Família Annectocymidae Hayward e Ryland, 1985
    - Família Celluliporidae Buge e Voigt, 1972
    - Família Cinctiporidae Boardman, Taylor e McKinney, 1992
    - Família Crisuliporidae Buge, 1979
    - Família Diaperoeciidae Canu, 1918
    - Família Diastoporidae Gregory, 1899
    - Família Eleidae d'Orbigny, 1852
    - Família Entalophoridae Reuss, 1869
    - Família Fascigeridae (Theononidae) d'Orbigny, 1853
    - Família Filisparsidae Borg, 1944
    - Família Frondiporidae Busk, 1875
    - Família Hastingsiidae Borg, 1944
    - Família Idmoneidae Busk, 1859
    - Família Lobosoeciidae Canu e Bassler, 1922
    - Família Mecynoeciidae Canu, 1918
    - Família Multisparsidae Bassler, 1935
    - Família Oncousoeciidae Canu, 1918
    - Família Pustuloporidae Smitt, 1872
    - Família Semiceidae Buge, 1952
    - Família Siphoniotyphlidae Voigt, 1967
    - Família Spiroporidae Voigt, 1968
    - Família Stomatoporidae Pergens e Meunier, 1886
    - Família Terviidae Canu e Bassler, 1920
    - Família Theonoidae Busk, 1859
    - Família Tubuliporidae Johnston, 1838

  - Subordem Incertae sedis
    - Família Clausidae d'Orbigny, 1854
    - Família Lobosoeciidae Canu e Bassler, 1922